# ノルマルム広場
座標: 北緯59度20分00秒 東経18度04分22秒 / 北緯59.33333度 東経18.07278度

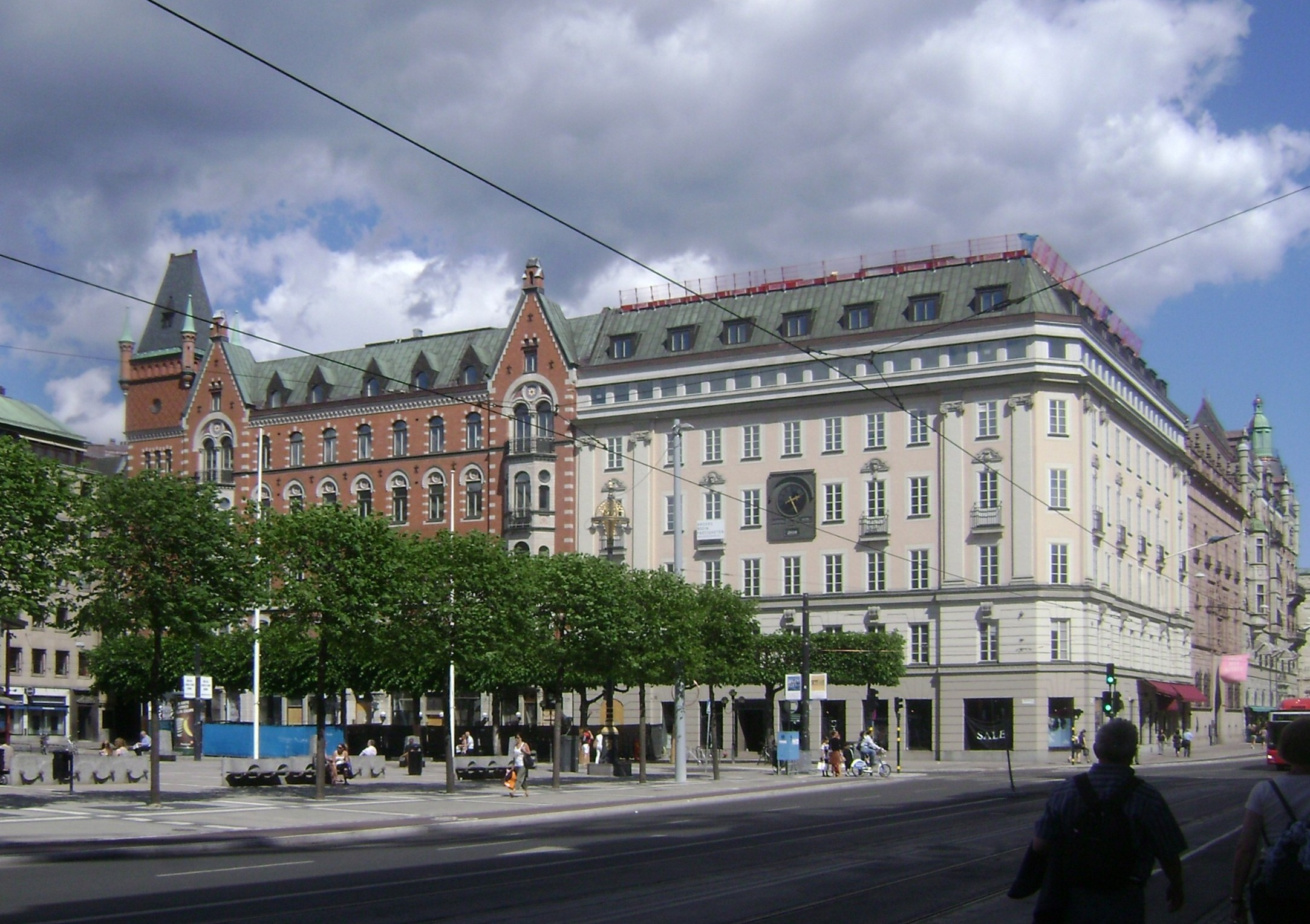
ノルマルム広場の東側、2010年撮影。右側の白っぽい壁面が、旧・クレジット銀行で、壁面にカレンダー時計が埋め込まれている。

ノルマルム広場（ノルマルムひろば）、ないし、ノルマルムストーグ (Norrmalmstorg) は、歴史的にはパッカーレ広場 (Packaretorget)、フィスカー広場 (Fiskartorget) とも呼ばれた、ストックホルム中心部のノルマルム (Norrmalm) 地区にある広場で、ハムンガータン (Hamngatan) とスモーランズガータン (Smålandsgatan) というふたつの街路の間に位置している。現在の名称は、1853年に付けられた。

## おもな施設

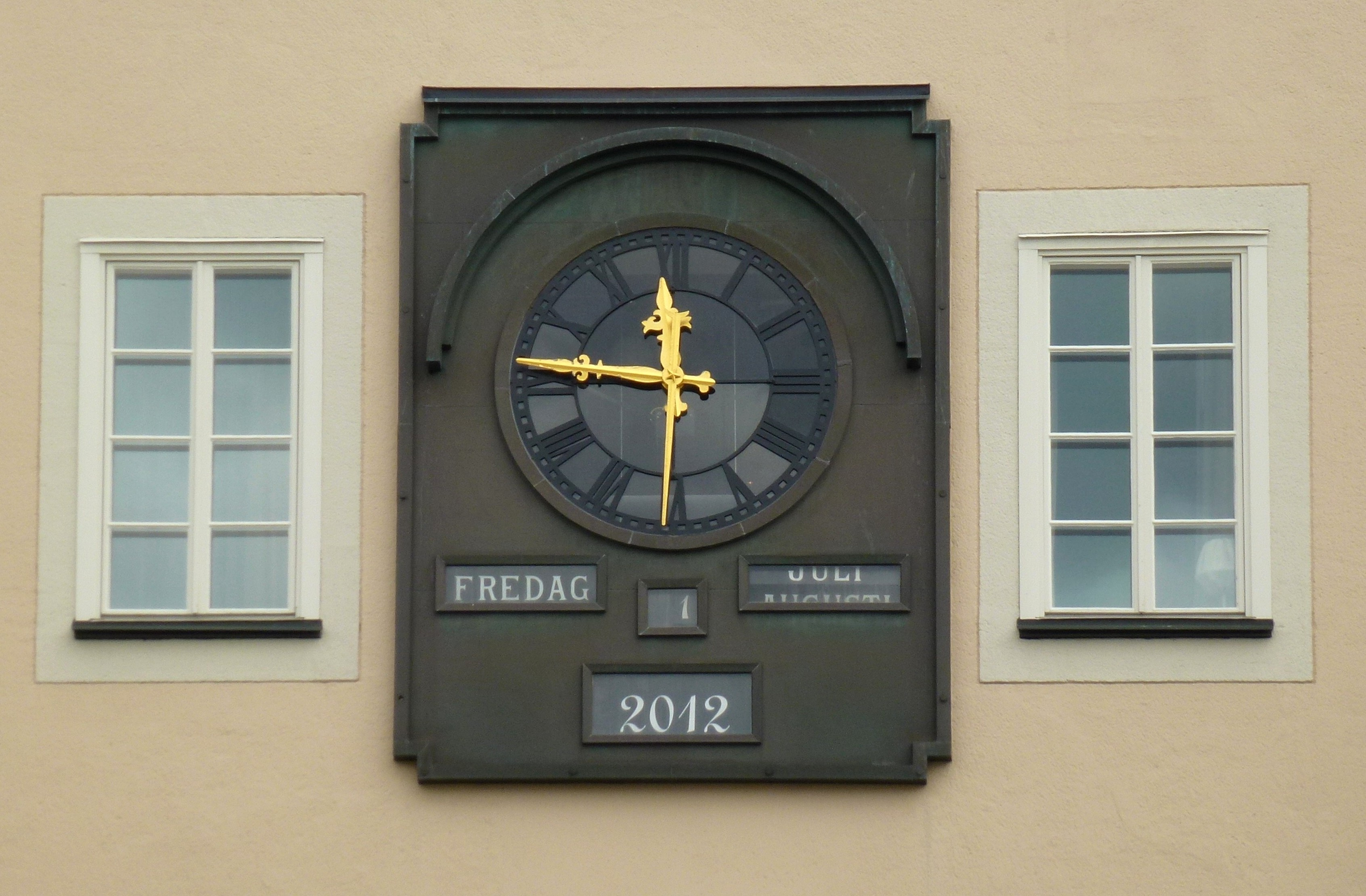
旧・クレジット銀行の建物にあるリンデロートのカレンダー時計 (Linderoths kalenderur)。

広場には、シティパラツェット (Citypalatset)、スヴェンスカ・リフス館 (Svenska Lifs hus)、MEA館 (MEA-huset)、パームハウス (Palmhuset) のほか、カフェや、新聞などを売るキオスクなどがある。ユールゴーズ線 (Djurgårdslinjen) の路面電車は、ターミナルのひとつがこの広場にある。多くの企業にとって、ノルマルム広場を所在地とすることは、その企業の格を示すものとなっており、ダンスケ銀行のスウェーデン本部などもここにある。
広場の東側に位置する旧・クレジット銀行の建物には、年月日や曜日、時刻などを表示するカレンダー時計が壁面に設けられている。この時計はリンデロート時計製造 (Linderoths urfabrik) が製作したもので、もともと19世紀末から1968年に建物が取り壊されるまで、ドロットニンガータン (Drottninggatan) 28番地の社屋のファサードに設置されていた。時計が現在の位置に設置されたのは、1975年であった 。

## 歴史

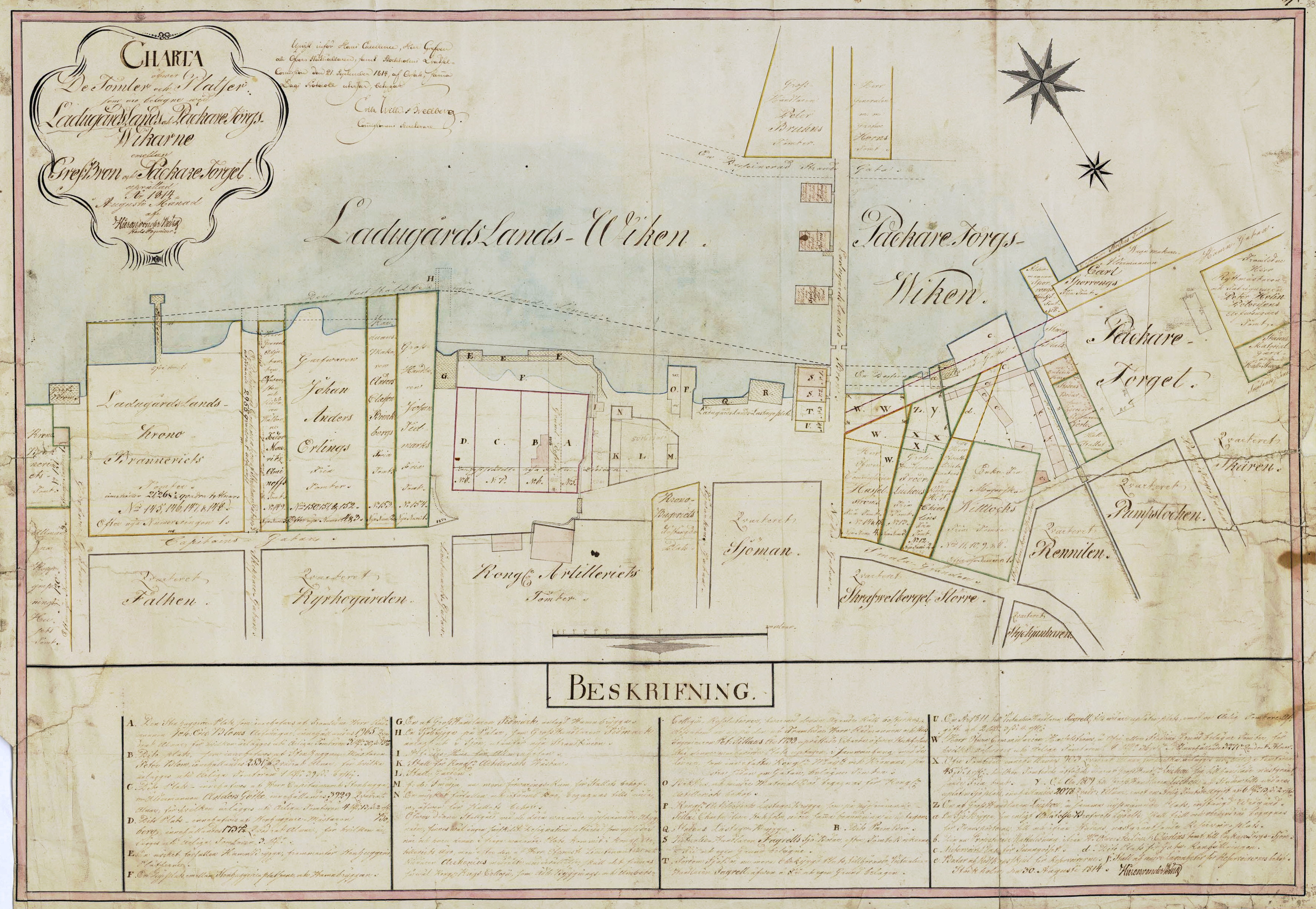
1814年の古地図の、図の右端に示されたパッカーレ広場。この地図では右下が北になっており、ニブロ湾が左右に長く表現されている。

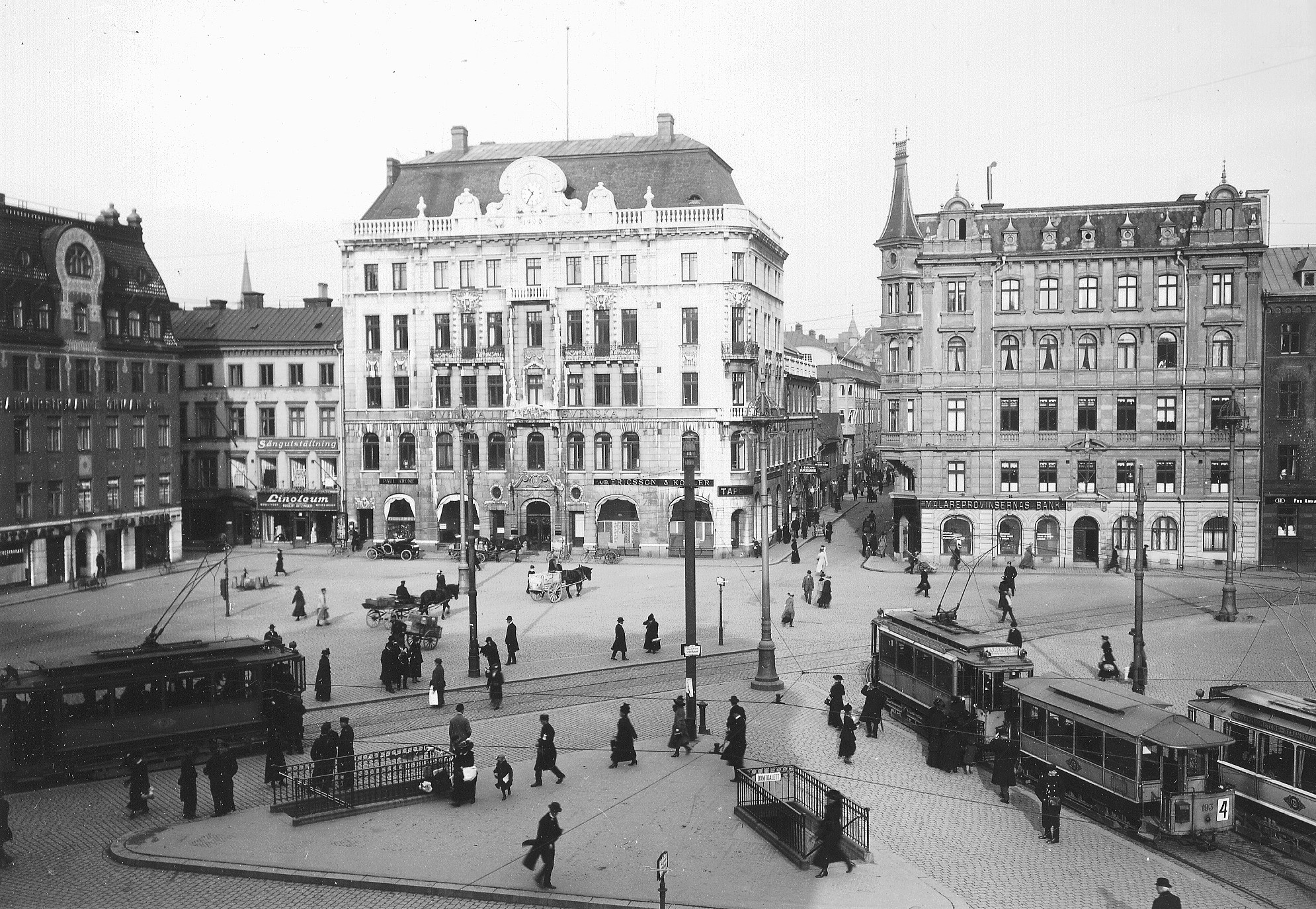
1900年ころのノルマルム広場。正面はスヴェンスカ・リフス館。

ストックホルムが建設される前、この近傍にはエケビ (Ekeby) という栄えた村があった。当時はまだ現在よりずっと奥まで入り込んでいたニブロ湾 (Nybroviken) は、水深も深く、この村の天然の良港となっており、エケビの町は広い範囲と商取引を行なっていた、しかし、この村の正確な場所は明らかになっていない。
19世紀まで、この広場は、2つあった港湾のうちのひとつと直接接していた。当時は、ここに缶詰工場 (packarhus) があったことから缶詰広場＝パッカーレ広場と呼ばれており、港に水揚げされ魚はすべて、この工場に運ばれ、点検の上、缶詰となっていた。それ以前の17世紀には、魚の取引がなされていたために、魚広場＝フィスカー広場と呼ばれていたが、すでにこれとは別に同名のフィスカー広場 (Fiskartorget) が存在していたために。17世紀末にはこの名は使われなくなった。ニブロ湾の奥が19世紀に埋め立てられるまで、この広場が2つあった港湾のひとつに面していたことは、1642年の特許状 (privilegiebrev) において言及され、「オーランド諸島の島民やフィンランドの島々の島民たちが、自分たちの島の魚を持って来る (alle skärekarlar, som komma medh fisk uthur skären, så och alle Ålandsboer och de, som i finske skären bo)」と記されている。
しかし、その後、ニブロ湾の埋め立てが進み、川口の入り江から悪臭が広がるようになった。魚の臭いに、便所やゴミの山からの悪臭が加わり、後に広く知られるようになった泥海（Katthavet：水質汚染が著しく進んだ水域）の最初の先例となった。1850年代に、この汚染水域は埋め立てられ、ベルツェリー公園 (Berzelii park) が造成された。港湾機能は、現在の場所へと移設された。1853年この広場は改めてノルマルム広場と名付けられたが、この呼称は、かつてはグスタフ・アドルフ広場 (Gustav Adolfs torg) の旧称として用いられていたものの復活であった。
ノルマルム広場は、1973年に、この広場にあった銀行の支店で人質をとっての銀行強盗であるノルマルム広場強盗事件が発生したことによって、ストックホルム以外の遠くの地域まで知られるようになった。

## 大衆文化の中で
- ノルマルム広場は、ボードゲーム『モノポリー』のスウェーデン語版で権利書の価格が最も高価な土地となっている。
- 2003年に放映されたテレビ映画『Norrmalmstorg』は、1973年のノルマルム広場強盗事件を取り上げている。

## 画像

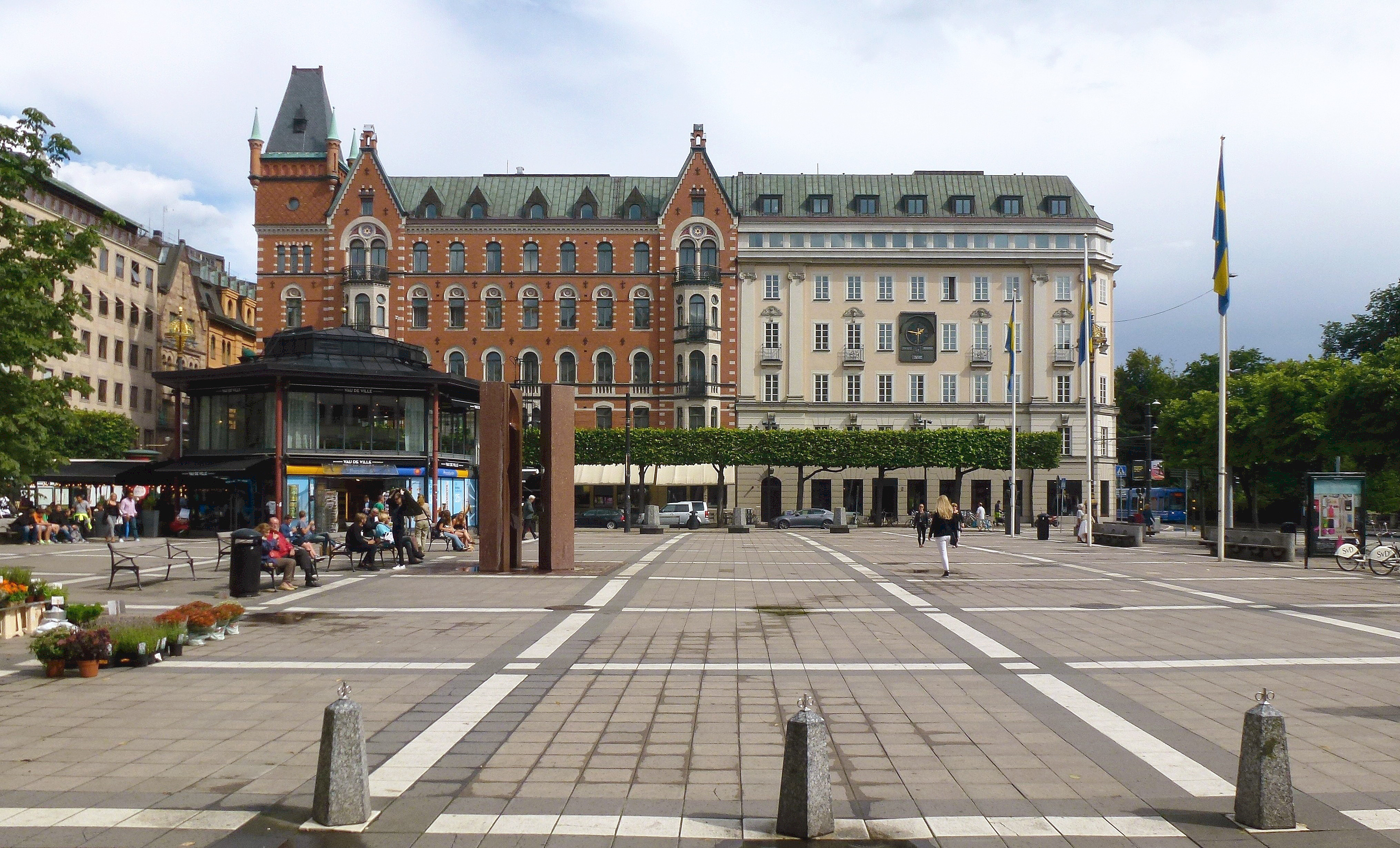
広場の東側、2012年撮影。
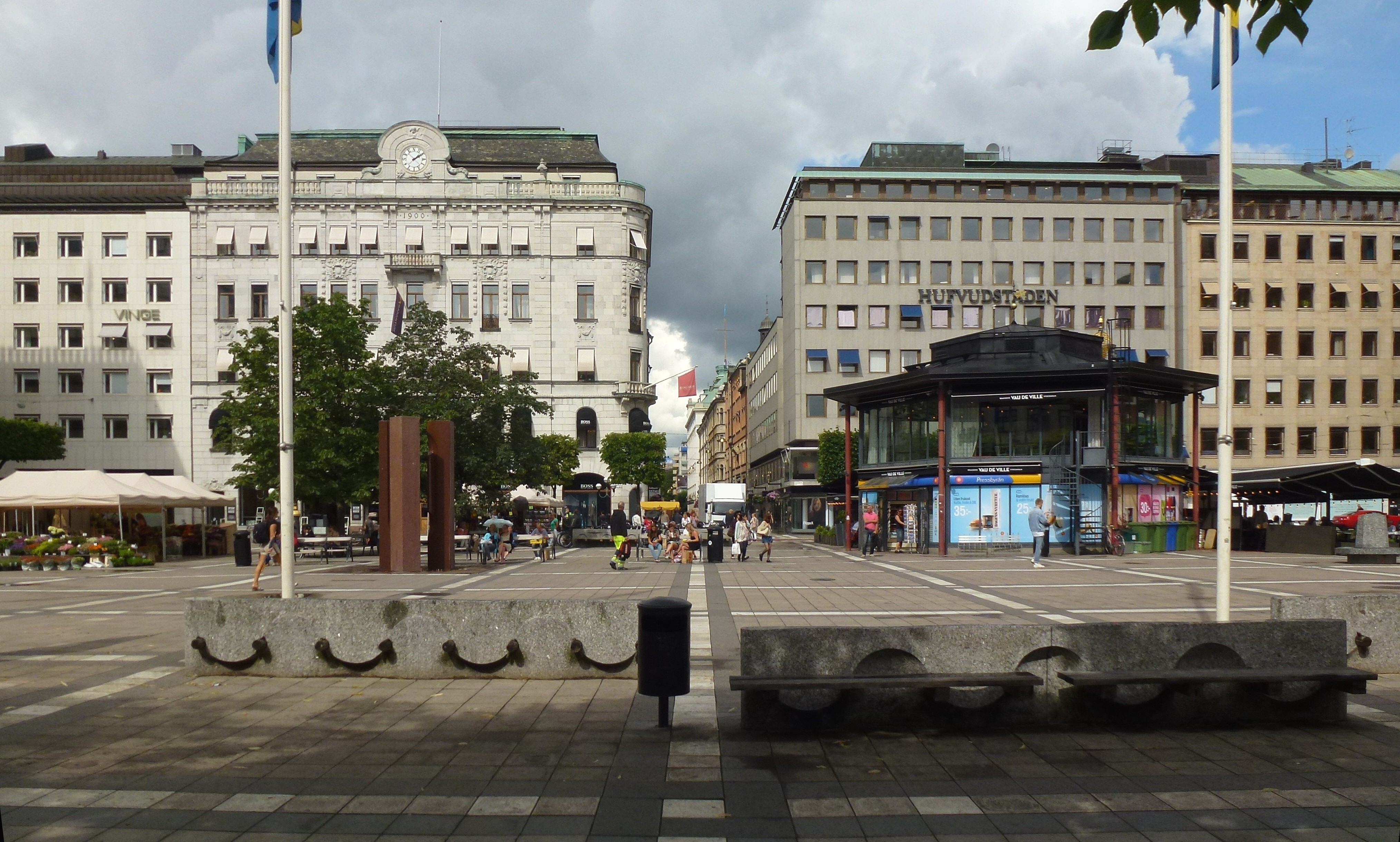
広場の北側、2012年撮影。
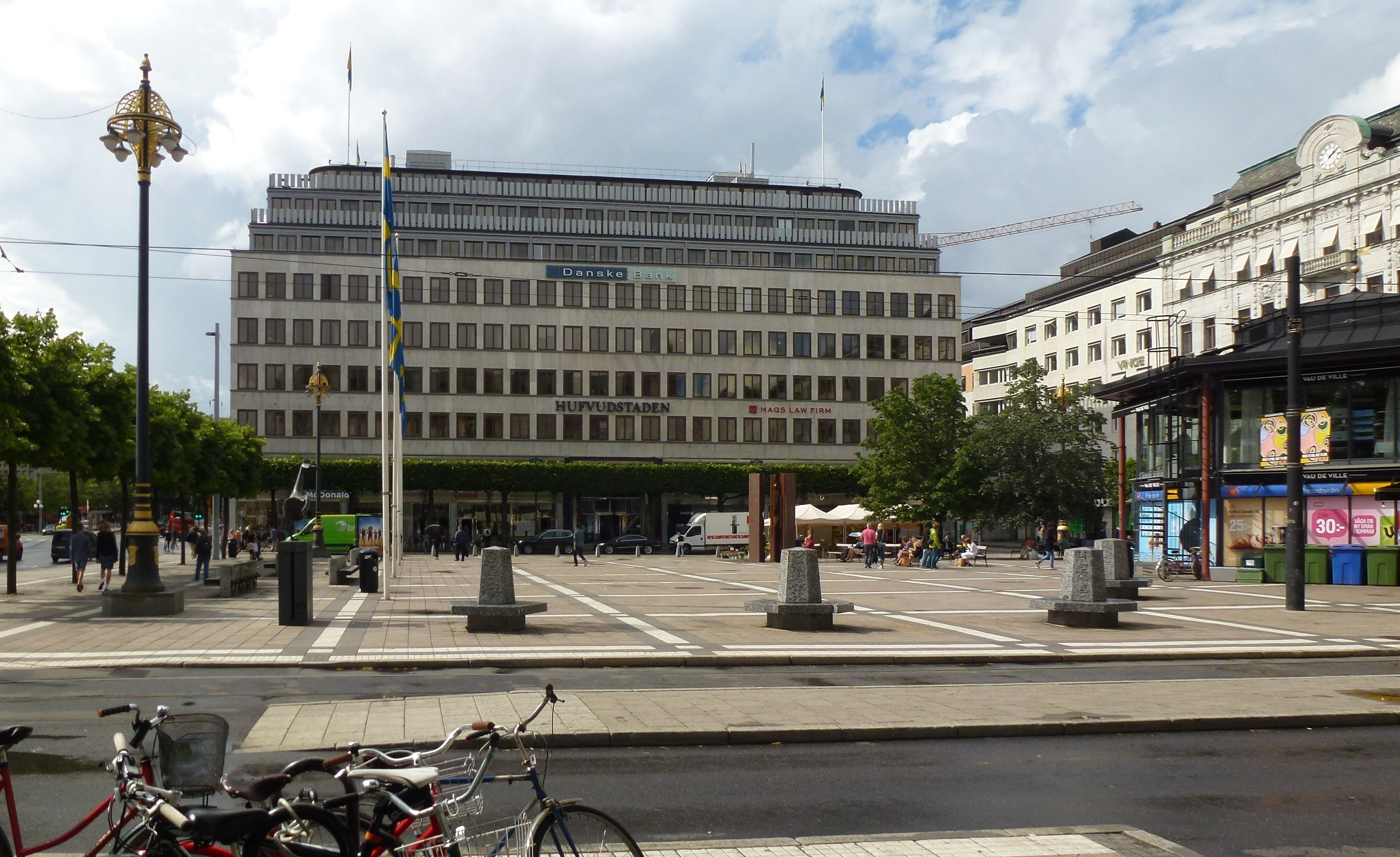
広場の西側、2012年撮影。